# Cerkiew św. Mikołaja w Bratysławie
Cerkiew św. Mikołaja – prawosławna cerkiew parafialna w Bratysławie. Należy do archidekanatu dla krajów: bratysławskiego, trnawskiego, trenczyńskiego i nitrzańskiego, w eparchii preszowskiej Kościoła Prawosławnego Czech i Słowacji.
Cerkiew znajduje się na Starym Mieście, przy ulicy Mikulášskiej 11, u podnóża Zamku Bratysławskiego.
Budowla murowana, wczesnobarokowa, wzniesiona w 1661 r. w miejscu dawnego gotyckiego kościoła. Fundatorką była Františka Khuen, wdowa po palatynie Paulu Pálffym.
Początkowo kościół rzymskokatolicki, ok. 1940 r. przekazany grekokatolikom. W 1945 r. uległ uszkodzeniom wskutek pożaru (spłonęły wieża-dzwonnica i dach). Szkody naprawiono do 1950 r. Od czasu przymusowej likwidacji Kościoła Greckokatolickiego w Czechosłowacji (1950), świątynia jest użytkowana przez prawosławnych. W 2008 r. obiekt stał się wyłączną własnością Kościoła Prawosławnego Czech i Słowacji.